# Los olvidados: Cicatrices
Los olvidados: Cicatrices es una película de terror argentina dirigida por Nicolás Onetti. Filmada en Epecuén, la cinta fue protagonizada por Agustín Olcese, Clara Kovacic, Magdalena Bravi, María Eugenia Rigon y David Michigan. Se trata de una secuela de Los olvidados (2017), dirigida por Nicolás y Luciano Onetti.
El filme se estrenó en las salas de cine argentinas el 27 de abril de 2023. Previamente había sido estrenada en el Brussels International Fantastic Film Festival en 2022, e hizo parte de la sección Brigadoon en el Festival Internacional de Cine de Sitges el mismo año.

## Sinopsis
Una banda británica de rock terminada varada en la ciudad de Epecuén, donde una inundación previa prácticamente acabó con toda la población. Sin embargo, terminan descubriendo que no están solos en ese inhóspito paraje, pues una familia de sobrevivientes sedientos de sangre los acecha.

## Reparto
- Agustín Olcese es Javi
- Clara Kovacic es Jane
- Magdalena Bravi es Carla
- María Eugenia Rigon es Sophie
- Matías Desiderio es Billy Bob
- Germán Baudino es Antonio
- David Michigan es Tito

## Recepción
Comparándola con Los olvidados de 2017, la reseña del portal Leer Cine afirma que es «menos efectiva que Los olvidados», aunque «mantiene la calidad técnica, el cuidado visual y el estilo internacional de todas las películas de los hermanos Onetti». Para Emiliano Basile de Escribiendo Cine, el filme «respeta con perfección técnica el canon del slasher en cuanto a tono y registro, y con eso le alcanza para ser un digno exponente».